# Leonhard Lapin

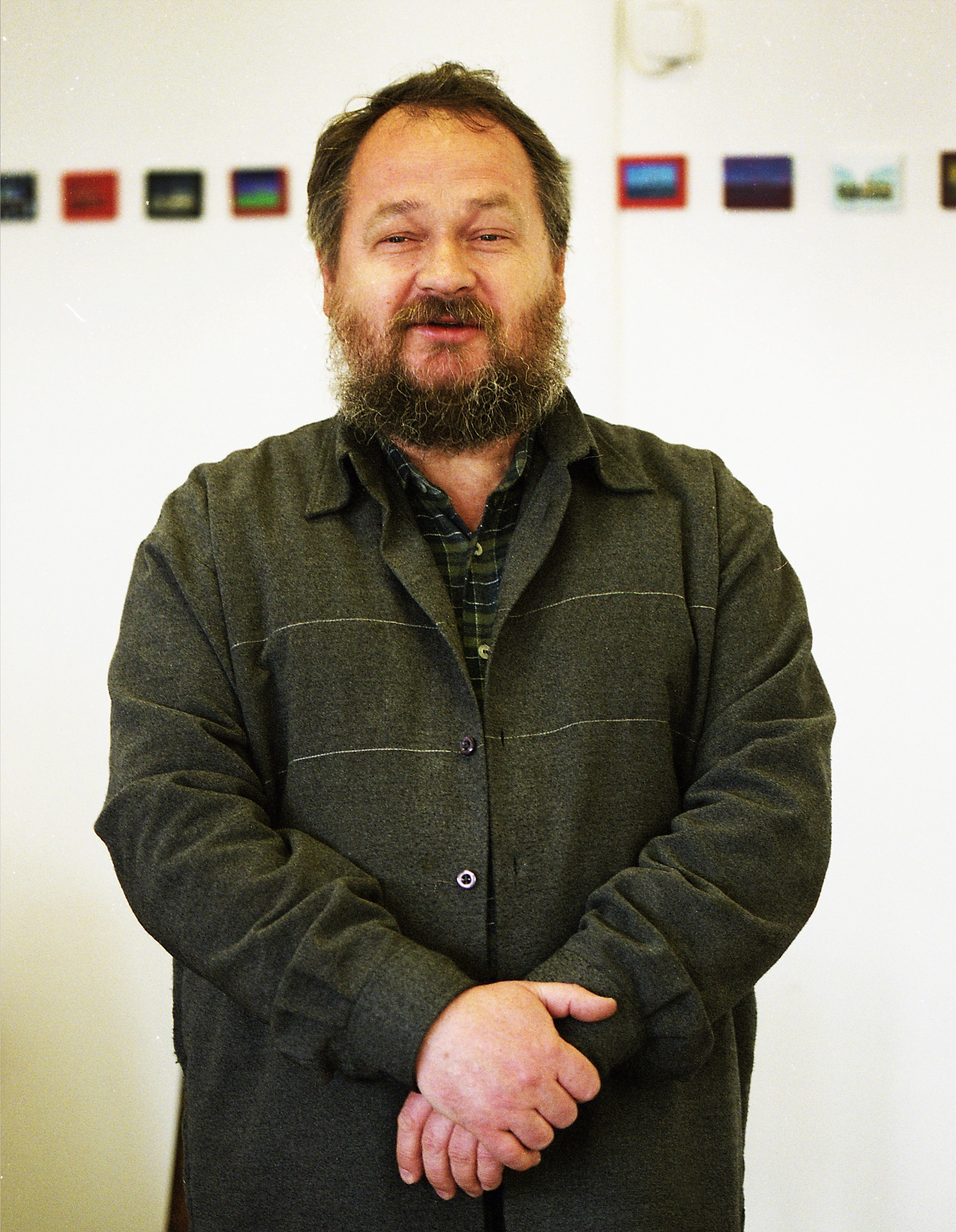
Leonhard Lapin (2001)

Leonhard Lapin (* 29. Dezember 1947 in Räpina, Estnische SSR, Sowjetunion; † 28. Februar 2022) war ein estnischer Architekt und Künstler.

## Leben und Kunst
Leonhard Lapin schloss 1965 die Mittelschule in Räpina ab. Von 1966 bis 1971 studierte er Architektur am Staatlichen Kunstinstitut der Estnischen SSR (estnisch ENSV Riiklik Kunstiinstituut) in Tallinn. Von 1971 bis 1974 war Lapin als Architekt bei der Restaurierungsbehörde der estnischen Hauptstadt tätig. Seit 1977 ist er Mitglied im Estnischen Künstlerverband (Eesti Kunstnike Liit), seit 1982 im Estnischen Architektenverband (Eesti Arhitektide Liit).
Ab 1990 war Lapin Dozent an der Estnischen Kunstakademie (Eesti Kunstiakadeemia) tätig, seit 1995 mit dem Titel eines Professors. Von 1991 bis 1993 war er Chefredakteur der Zeitschrift Ehituskunst („Baukunst“). Er hatte unter anderem Gastprofessuren in Helsinki inne.
Leonhard Lapin war in den 1970er Jahren vor allem mit seinen Zeichnungen und Graphiken bekannt geworden, aber auch durch seine Interaktionen von Mensch und Maschine. Als führender Vertreter der estnischen Avantgarde stieg er in der Sowjetunion, aber auch im gesamten Ostseeraum schnell zu großer Bekanntheit auf. Er führte auch die ersten Happenings und Performances in Estland auf.
Unter dem Pseudonym Albert Trapeež veröffentlichte Lapin Lyrik. Auf Deutsch ist ein Poem in der Übersetzung von Gisbert Jänicke erschienen.
Seit den 1980er Jahren war er bekennender Buddhist.

## Ehrungen und Auszeichnungen (Auswahl)
- Kristjan-Raud-Preis (1989)
- Kulturpreis der Republik Estland (1997)
- Orden des weißen Sterns (2001; IV. Klasse – Offizier)